# Чудище обло, озорно, огромно, стозевно и лаяй
«Чу́дище о́бло, озо́рно, огро́мно, стозе́вно и ла́яй» — эпиграф к книге Александра Радищева «Путешествие из Петербурга в Москву», впервые опубликованной в 1790 году.
Фраза означает: «Чудовище округлое (тучное), гнусное (либо грубое), огромное, со ста пастями и лающее» (форма лаяй представляет собой церковнославянское действительное причастие настоящего времени, причём с ошибкой — это форма мужского рода, в среднем роде причастие выглядит как лающе). Впоследствии, когда книга Радищева была вновь опубликована, фраза стала крылатой и обозначала крайне негативное отношение автора к тому или иному общественному явлению.

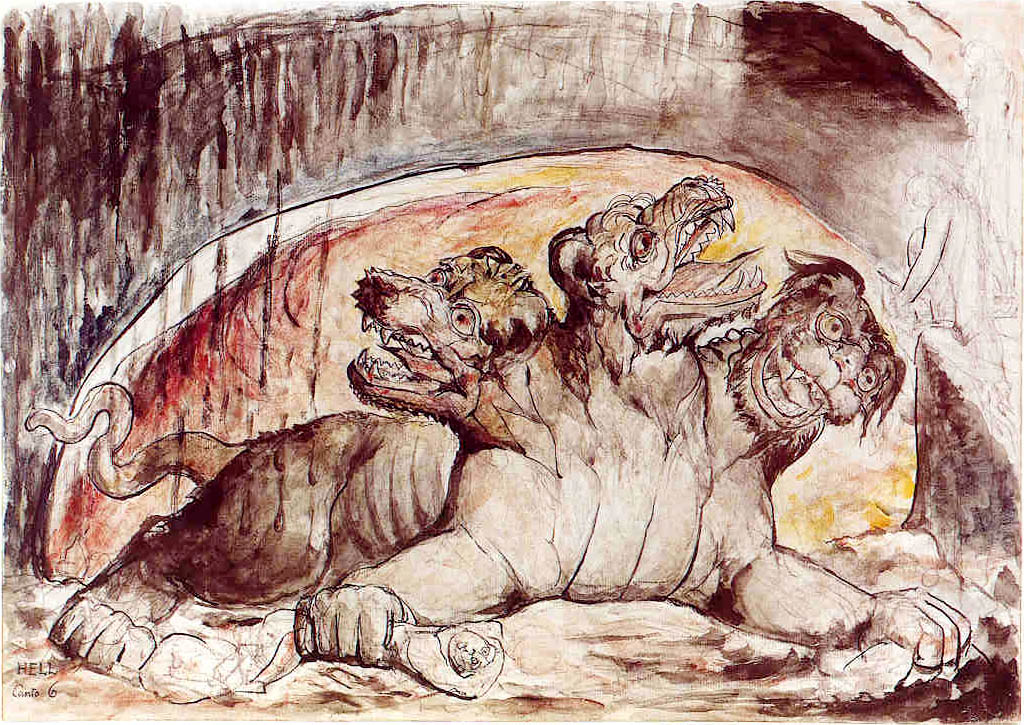
Пёс Цербер. Рисунок У. Блейка

Александр Радищев видоизменил строку из 514-го стиха XVIII книги поэмы Василия Тредиаковского «Телемахида» (1766), которая представляет собой вольный стихотворный перевод прозаического романа «Приключения Телемака» французского писателя Франсуа Фенелона, выполненный гекзаметром. Но источник фразы в «Телемахиде» — не текст Фенелона, а «Энеида» Вергилия, причём переводчик составил комбинацию из двух фрагментов: «Облик безо́бразный, грозный, огромный, взора лишённый» (лат. Monstrum horrendum, informe, ingens, cui lumen ademptum — о киклопе Полифеме, ослеплённом Одиссеем) и «Кербер оные царства, огромный, лаем трёхзевным // Переполняет» (лат. Cerberus haec ingens latratu regna trifauci // Personat).
В этом отрывке повествуется о наказании царей в аду за злоупотребление властью. Они постоянно смотрят на себя в зеркало и видят чудовищ. У Тредиаковского фраза, описывающая Цербера, выглядела так: «Чудище обло, озорно, огромно с тризевной и лаей», то есть пастью (Тредиаковский иногда вводил в стих дополнительную гласную («и») для благозвучия, чтобы возместить недостающий для метра слог):

Там, наконец, Тилемах усмотрел Царей увенчанных,

Употребивших во зло своё на престолах могутство.

Им, с одной стороны, едина из мстящих Евменид

Предпоставляла Зерцало, Пороков их мерзость казавше.

<…>

В этом Зерцале они смотрели себя непрестанно;

И находились гнуснейши и страшилищны паче,

<…> нежели тот преужасный Пес Кервер,

Чудище обло, озорно, огромно, с тризевной и Лаей…

«Именно это адское чудовище Радищев использовал как аллегорическое олицетворение господствовавшего в России самодержавно-крепостнического строя, против которого и направлена вся его книга». Меняя «тризевную» на «стозевно», автор в первую очередь выражал идею многоликости того зла, описанию которого посвящено «Путешествие».